# Bart Eigeman
Bart Eigeman (6 mei 1965) is een Nederlands GroenLinks-politicus.
Eigeman was van april 2001 tot februari 2012 wethouder voor GroenLinks in 's-Hertogenbosch. Hij heeft in drie colleges de portefeuilles Jeugd, Onderwijs, Duurzaamheid, Milieu, Afvalstoffen, Openbare Ruimte, Water, Schone en Veilige Wijken onder zijn beheer gehad.